# Гомоєшть
Гомоєшть, Гомоєшті (рум. Gomoești) — село у повіті Бузеу в Румунії. Входить до складу комуни Костешть.
Село розташоване на відстані 89 км на північний схід від Бухареста, 9 км на південь від Бузеу, 104 км на захід від Галаца, 113 км на південний схід від Брашова.

## Населення
За даними перепису населення 2002 року у селі проживали 270 осіб, усі — румуни. Усі жителі села рідною мовою назвали румунську.